# Sicyos barbatus
Sicyos barbatus là một loài thực vật có hoa trong họ Cucurbitaceae. Loài này được (Gentry) C.Jeffrey miêu tả khoa học đầu tiên năm 1978.